# Topsy et Tim (série télévisée, 2013)
 (mars 2018).
Si vous disposez d'ouvrages ou d'articles de référence ou si vous connaissez des sites web de qualité traitant du thème abordé ici, merci de compléter l'article en donnant les références utiles à sa vérifiabilité et en les liant à la section « Notes et références ».
Ne doit pas être confondu avec Topsy et Tim.
Topsy et Tim est une série télévisée britannique en 71 épisodes de 11 minutes inspirée de la série anglaise de romans pour enfants Topsy et Tim, et diffusée du 11 novembre 2013 au 18 novembre 2015 sur CBeebies.
En France la série est diffusée sur Piwi+ et sur Télémagino au Québec.

## Distribution
- Jocelyn Macnab : Topsy
- Joshua Lester : Tim
- Anna Acton (en) : Joy
- Chris Hannon : Brian

## Épisodes

### Saison 1 (2013-2014)
| №  | Titre français                   | Titre original     | Diffusion française | Diffusion originale |
| -- | -------------------------------- | ------------------ | ------------------- | ------------------- |
| 1  | Il pleut dans la maison          | Rainy House        | 17 octobre 2015     | 11 novembre 2013    |
| 2  | Camping dans le salon            | Strange Beds       | 17 octobre 2015     | 12 novembre 2013    |
| 3  | Le Gâteau de Vinda               | Double Playdate    | 18 octobre 2015     | 13 novembre 2013    |
| 4  | Les Nouveaux Vêtements           | New Clothes        | 18 octobre 2015     | 14 novembre 2013    |
| 5  | À la recherche des clés          | Lost Keys          | 19 octobre 2015     | 15 novembre 2013    |
| 6  | Molly fait des bêtises           | Dog Day            | 19 octobre 2015     | 18 novembre 2013    |
| 7  | Le Toboggan à billes             | Marble Run         | 20 octobre 2015     | 19 novembre 2013    |
| 8  | Laver la voiture                 | Car Wash           | 20 octobre 2015     | 20 novembre 2013    |
| 9  | Les Mauvaises Odeurs             | Bad Smell          | 21 octobre 2015     | 21 novembre 2013    |
| 10 | Mission baby-sitting             | Pet Sitters        | 21 octobre 2015     | 22 novembre 2013    |
| 11 | Le Gros Paquet                   | Big Box            | 22 octobre 2015     | 25 novembre 2013    |
| 12 | Trouver les cachettes            | Finders Seekers    | 22 octobre 2015     | 26 novembre 2013    |
| 13 | Le Caddie                        | Wheely Bag         | 23 octobre 2015     | 27 novembre 2013    |
| 14 | Les Jumeaux en carton            | Twin Twins         | 23 octobre 2015     | 28 novembre 2013    |
| 15 | La Nouvelle Baby-sitter          | New Babysitter     | 24 octobre 2015     | 29 novembre 2013    |
| 16 | Les Œufs de dinosaures           | Dinosaur Egg       | 24 octobre 2015     | 24 février 2014     |
| 17 | La Tête qui gratte               | Itchy Heads        | 25 octobre 2015     | 25 février 2014     |
| 18 | Les Acheteurs de la maison       | House Buyers       | 25 octobre 2015     | 26 février 2014     |
| 19 | La Pièce de théâtre              | The Play           | 26 octobre 2015     | 27 février 2014     |
| 20 | Des jouets pour d'autres enfants | Old Toys           | 26 octobre 2015     | 28 février 2014     |
| 21 | Le Bâtonnet perdu                | Lost Stick         | 27 octobre 2015     | 3 mars 2014         |
| 22 | Si on chantait                   | Sing Song          | 27 octobre 2015     | 4 mars 2014         |
| 23 | Le Papier-cadeau                 | Wrapping Paper     | 28 octobre 2015     | 5 mars 2014         |
| 24 | Les Déguisements                 | Dressing Up        | 28 octobre 2015     | 6 mars 2014         |
| 25 | La Varicelle                     | Chicken Pox        | 29 octobre 2015     | 7 mars 2014         |
| 26 | Grandir comme les tournesols     | Growing Sunflowers | 29 octobre 2015     | 10 mars 2014        |
| 27 | Le Petit Frère de Tony           | Baby Jack          | 30 octobre 2015     | 11 mars 2014        |
| 28 | Dur de s'endormir ce soir        | Wide Awake         | 30 octobre 2015     | 12 mars 2014        |
| 29 | Se souvenir                      | Remember When      | 31 octobre 2015     | 13 mars 2014        |
| 30 | Le Déménagement                  | Moving House       | 31 octobre 2015     | 14 mars 2014        |

### Saison 2 (2014)
| №  | #  | Titre français               | Titre original       | Diffusion française | Diffusion originale |
| -- | -- | ---------------------------- | -------------------- | ------------------- | ------------------- |
| 31 | 1  | La Nouvelle maison           | New House            | 7 janvier 2016      | 7 juillet 2014      |
| 32 | 2  | Un nouveau petit compagnon   | New Pet              | 7 janvier 2016      | 8 juillet 2014      |
| 33 | 3  | Notre nouvelle amie          | New Friend           | 9 janvier 2016      | 9 juillet 2014      |
| 34 | 4  | Les Super ouvriers           | Busy Builders        | 9 janvier 2016      | 10 juillet 2014     |
| 35 | 5  | Les Balançoires jumelles     | Twin Swings          | 10 janvier 2016     | 11 juillet 2014     |
| 36 | 6  | Mal à la patte               | Sore Paw             | 10 janvier 2016     | 14 juillet 2014     |
| 37 | 7  | La Photo de classe           | Nursery Photo        | 11 janvier 2016     | 15 juillet 2014     |
| 38 | 8  | Les Nouveaux vélos           | New Bikes            | 11 janvier 2016     | 16 juillet 2014     |
| 39 | 9  | Le Chat perdu                | Lost Cat             | 12 janvier 2016     | 17 juillet 2014     |
| 40 | 10 | Une tente dans la maison     | Indoor Tent          | 12 janvier 2016     | 18 juillet 2014     |
| 41 | 11 | Le Bébé pommier              | Family Tree          | 13 janvier 2016     | 21 juillet 2014     |
| 42 | 12 | Le Voyage de Gigotin         | Wiggles              | 13 janvier 2016     | 22 juillet 2014     |
| 43 | 13 | Sauvetage d'urgence          | Emergency Rescue     | 14 janvier 2016     | 23 juillet 2014     |
| 44 | 14 | Le Vase cassé                | Broken Vase          | 14 janvier 2016     | 24 juillet 2014     |
| 45 | 15 | Le Gâteau surprise           | Special Cake         | 16 janvier 2016     | 25 juillet 2014     |
| 46 | 16 | Nos dents                    | Our Teeth            | 16 janvier 2016     | 15 septembre 2014   |
| 47 | 17 | À la rescousse de papa       | Helping Dad          | 17 janvier 2016     | 16 septembre 2014   |
| 48 | 18 | On lave Molly !              | Washing Mossy        | 17 janvier 2016     | 17 septembre 2014   |
| 49 | 19 | Au bureau de papa            | Dad's Office         | 18 janvier 2016     | 18 septembre 2014   |
| 50 | 20 | Bienvenue maman !            | Welcome Home         | 18 janvier 2016     | 19 septembre 2014   |
| 51 | 21 | Une invitation très spéciale | Special Invitation   | 19 janvier 2016     | 22 septembre 2014   |
| 52 | 22 | Exercices dans un fauteuil   | Wheelchair Exercises | 19 janvier 2016     | 23 septembre 2014   |
| 53 | 23 | Le Chemin de l'école         | School Run           | 20 janvier 2016     | 24 septembre 2014   |
| 54 | 24 | On visite l'école            | Visiting School      | 20 janvier 2016     | 25 septembre 2014   |
| 55 | 25 | Les Cchaussures pour l'école | School Shoes         | 21 janvier 2016     | 26 septembre 2014   |
| 56 | 26 | Une nouvelle maîtresse       | Teacher Visit        | 21 janvier 2016     | 29 septembre 2014   |
| 57 | 27 | Les Ballons                  | Our Balloons         | 23 janvier 2016     | 30 septembre 2014   |
| 58 | 28 | La Fête d'anniversaire       | Birthday Party       | 23 janvier 2016     | 1er octobre 2014    |
| 59 | 29 | La Grande école              | First Day            | 24 janvier 2016     | 2 octobre 2014      |
| 60 | 30 | Vous vous souvenez ?         | Remember This        | 24 janvier 2016     | 3 octobre 2014      |
| 61 | 31 | La veille de Noël            | Christmas Eve        | Inédit              | 18 décembre 2014    |

### Saison 3 (2015)
| №  | #  | Titre français           | Titre original  | Diffusion française | Diffusion originale |
| -- | -- | ------------------------ | --------------- | ------------------- | ------------------- |
| 62 | 1  | Le week-end au camping   | Camping Weekend | 5 novembre 2016     | 16 septembre 2015   |
| 63 | 2  | La Visite à l'hôpital    | Hospital Visit  | 5 novembre 2016     | 23 septembre 2015   |
| 64 | 3  | C'est bien à l'hôpital ! | Getting Better  | 6 novembre 2016     | 30 septembre 2015   |
| 65 | 4  | Retour à la maison       | Coming Home     | 6 novembre 2016     | 7 octobre 2015      |
| 66 | 5  | Le Test de vue           | Eye Test        | 12 novembre 2016    | 14 octobre 2015     |
| 67 | 6  | L'Ami de Tony            | Tony's Friend   | 12 novembre 2016    | 21 octobre 2015     |
| 68 | 7  | Lady et Molly            | Two Dogs        | 13 novembre 2016    | 28 octobre 2015     |
| 69 | 8  | Les Lunettes bleues      | New Glasses     | 13 novembre 2016    | 4 novembre 2015     |
| 70 | 9  | Molly est malade         | Lovely Mossy    | 19 novembre 2016    | 11 novembre 2015    |
| 71 | 10 | Les Changements          | All Change!     | 19 novembre 2016    | 18 novembre 2015    |

## Générique de début
Le générique français de début est interprété par Benoît DuPac et Gauthier de Fauconval respectivement pour la première et la deuxième saison, et par Emmanuel Dahl pour la troisième saison.